# 克林頓鎮區 (愛荷華州韋恩縣)
克林頓鎮區（英語：Clinton Township）是位於美國愛荷華州韋恩縣的一個行政鎮區。

## 地方資料
根據2010年美國人口普查的數據，克林頓鎮區的面積為61.77平方千米，當中陸地面積為61.55平方千米，而水域面積為0.12平方千米。當地共有人口76人，而人口密度為每平方千米1.23人。